# シビックテック
シビックテック（英：civic tech）またはシビックテクノロジー（英：civic technology）は、市民と行政がコミュニケーション、意思決定、サービスデリバリー、政治プロセスのソフトウェアにより関係を強化する取り組みのことである。
これには、行政の中の技術チームだけでなく、ボランティア、非営利団体、コンサルタントまたは個人会社のコミュニティ主導のチームで作成されるソフトウェアを用いて行政をサポートしている情報通信技術も含まれる。

## 日本での取り組み
日本において、シビックテック活動は2013年あたりより急激に増加している。取り組みは主に市民主導であったが、最近は行政主導のものも始めている。
シビックテックの目的は、市民に民主化のツールとしての技術の使い方と公開情報にアクセスすることを教育することである。
活動の急速な増加が2013年あたりからスタートしたが、最初の活動は東日本大震災後の2011年あたりである。福島第一原子力発電所事故発生後、市民が放射線データを収集および流通できるSafecastが市民主導の取り組みで作成された。
市民主導の取り組みのCode for Allの役割は、一般市民がデータをよりアクセスしやすく、また、行政の民主主義化を目的とする技術の活用を促進することである。Code for JapanはCode for Allによって立ち上げられた団体のひとつである。Code for Japanは市民主導の取り組みであるが、行政とも深く連携している。例えば、技術プロジェクトのプロモーターである太田直樹は総務大臣補佐官である COVID-19の感染拡大を懸念し、Code for Japanは東京都の感染者数と地下鉄利用者の減少を広めるためにstopcovid19.metro.tokyo.lg.jpを開発したことがある。
JP-Miraiによって主導されている別の市民主導のプロジェクトは、移民労働者が苦情を申し入れたりビサや税金などの問題を対処したりすることを可能にするアプリをリリースしようとしている。現時点でこのアプリの名称は決まっていない。